# YM3526

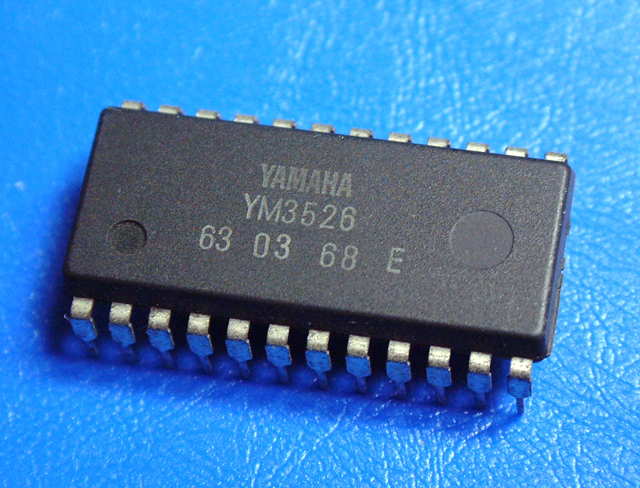
Yamaha YM3526

YM3526（FM Operator type - L、OPL）は日本楽器製造が開発し、1984年10月に発表され、1985年2月から外販が開始されたFM音源チップである。パーソナルコンピューター、キャプテンシステム・文字多重放送での使用を目的に製造された。
本チップより派生した上位チップを含めて「OPLシリーズ」と呼称される。非常に多くのバリエーションが派生し、以後のほとんどのローエンド向けFM音源の基礎となった。
国立科学博物館の2019年度重要科学技術史資料（未来技術遺産）に登録された。

## 概要
2オペレーター、同時発音数最大9音のFM音源に加え、プログラマブルタイマーを2系統内蔵する。キャプテン端末および文字放送受信機用途を目的に開発され、キャプテン端末の音源に関する仕様「メロディ音6音・リズム音5音同時出力」を満たす発音モードを搭載している。
ADSRパラメータは同時期のYM2203（OPN）と比べて簡略化されており、持続音モードと減衰音モードを選択することで、前者ではサスティン・レイトがゼロに固定され、後者ではリリース・レイトが約7（マスタークロックに3.58MHzを印加した場合の相当値）に固定される。レジスタ上のリリース・レイトは、前者ではリリース・レイト、後者ではサスティン・レイトとして機能する。
エンベロープパラメータは発音中に任意に設定可能であるため、キーON時に減衰音モードとしてサスティン・レイトを指定し、キーOFF時に持続音モードに変更してリリース・レイトを指定することで、YM2151（OPM）やYM2203（OPN）と同じようなエンベロープの生成が可能である。

## 動作モード
OPLシリーズの特徴として、キャプテン端末・文字放送受信機仕様に適合するためのリズム音モードを有することが挙げられる。
これは、一部のチャンネルを1オペレータごとに分割、さらに内蔵のノイズジェネレータを合成することで、バスドラム、スネアドラム、タムタム、ハイハット、トップシンバルの5種類のリズム音を発生させるものである。
リズム音として使用されるチャンネルについても、リズム音に適した音色データをユーザーが設定する必要がある。また、発音する音程（周波数）も楽音と全く同様に指定するが、スネアドラムとハイハット、タムタムとトップシンバルは周波数レジスタを共有しているため、一つの周波数値（F-Number）でそれぞれの音色に最適な音程となるように倍率設定値（Multiple Level）を設定する。
バスドラムについては、音色設定も周波数設定も楽音用チャンネルと全く同様で、単にノートON/OFFを設定するフラグの位置が変わるだけなので、楽音用の音色と周波数値を設定することで楽音として使用することもできる。
このような使い方をする場合、当然バスドラム用チャンネルはバスドラムとしては使用できなくなるため、バスドラムを使用しない、またはタムタム用チャンネルの音色と周波数の設定によってバスドラムの代用とするなどの運用が要求される。
したがって、実運用上は以下の3つの動作モードを持っていると言える。
- リズム音モード有効：メロディ6音＋リズム5音
- リズム音モード有効：メロディ7音＋リズム4音
- リズム音モード無効：メロディ9音

この特性は、後続のOPLシリーズにも引き継がれているが、同様の仕組みのリズム音モードを持つOPLL系では、リズム音モード用の音色をユーザーが設定できないため、大幅に使い勝手が異なる。

## 採用例
- 「FM Sound Expander」 コモドール64用のFM音源カートリッジ[6]。
- 『テラクレスタ』（日本物産） ただしYM3526の品不足の影響で日本国内では音源にYM2203を利用した別バージョン、通称「PSG版」が主に出回った[7]。
- 『バブルボブル』（タイトー） 初期ロットにYM3526が搭載され、後にYM3812に置き換えられた[8]。

## 派生品

### Y8950 (MSX-AUDIO)
MSX2規格で使われることを目的に開発されたFM音源チップ。FM音源部はYM3526と同一仕様でADPCM機能を追加したもの。

### YM2413 (OPLL)
YM3526と同様にキャプテン・文字放送用途を目的に作られたFM音源チップで、それに対応した発音モードを持つ。キャプテン・文字放送で使われる音色を含むメロディ15種類・リズム5音色の内蔵音色とD/Aコンバーターを内蔵したコスト削減版で、その性質からキャプテン端末・文字放送受信機以外に幅広い用途において使われた。定義できる音色は1音色分のみ。

### YM3812 (OPL2)
YM3526と後方互換性を持つFM音源チップで、変調の原波形を4種類から選べるようになった。

### YMF262 (OPL3)
OPL2を2つ分内蔵し、さらに2チャンネルを束ねて4オペレータとして使用するモードが追加された。主にPC向けに使われ、多くのバリエーションを生んだ。1994年時点でIBMパソコン、IBMパソコン互換機用のサウンドボードの約9割に採用されており、1993年には約600万個を売り上げた。